# Andělové z nebe
Andělové z nebe je název prvního řadového alba pražské písničkářky Radůzy. Bylo nahráno v letech 2000 a 2001 a vydáno u Indies Records. Tvoří jej celkem 16 skladeb. Autorkou všech písniček je Radůza s výjimkou čtyř, které složila se Zuzanou Navarovou. První písničku spolu i zpívají, Zuzana Navarová pak sama sólově zpívá i píseň Stojí kámen stojí.
Písnička Do Afriky byla vydána také na sampleru Bongo BonBoniéra (2010).

## Seznam skladeb
1. Cestou do Jenkovic 2:49 (Radůza/Radůza – Z.Navarová d. T.)
2. Dnes v noci nad světy 3:16
3. Sedím tiše 4:20
4. Co mě to bolí 2:50
5. Autobus 3:29
6. Svítí slunko, svítí 3:17
7. Bílá hlína 2:49
8. Ráno 1:49
9. Do Afriky 2:24 (Radůza/Radůza – Z.Navarová d. T.)
10. Stojí kámen, stojí 3:13 (zpívá Zuzana Navarová)
11. Nahoru dolů 2:30
12. Leden je leden 3:33 (Radůza/Radůza – Z.Navarová d. T.)
13. Lišák 3:07
14. Jednou to pomine 4:56
15. Tracyho tygr 3:18 (Radůza/Radůza – Z.Navarová d. T.)
16. Andělové z nebe 2:03

## Obsazení
- Radůza – zpěv, akordeon, klavír, kytara (10), didgeridoo
- hosté:
  - Zuzana Navarová d. T. – zpěv (1, 10), perkuse, kalimba, drumle, tleskání
  - Martin Pultzner – zpěv (9)
  - Omar Khaouaj – kytary
  - František Raba – elektrická basa, kontrabas